# Адам Елліот
Адам Елліот (нар. 2 січня 1972, Бервіку, Вікторія, Австралія) — незалежний австралійський stop-motion мультиплікатор, режисер і продюсер з Мельбурна, Австралія.
Його п'ять фільмів колективно взяли участь у більш ніж семистах кінофестивалях і отримали понад сто нагород, в тому числі премію Оскар за Харві Крампет і п'ять нагород AIAFF. Елліот називає себе авторським режисером, і кожен з його фільмів сповнений надзвичайною витонченістю, а історії, розказані в них, змушують замислитися. Він не займається комерційною роботою та працює виключно на свої власні кінопроєкти.

## Фільмографія
- «Дядько» (1996)
- «Кузен» (1998)
- «Брат» (1999)
- «Харві Крампет» (2003)
- «Мері і Макс» (2009)
- «Ерні Бісквіт» (2015)